# Gon Voorhoeve
Gon Voorhoeve (Wassenaar, 15 april 1928 - Amsterdam, 11 juni 1994) was een Nederlandse componist.

## Levensloop
Gon Voorhoeve was dochter van tuinarchitect Hermanus Cornelis Voorhoeve en Johanna Gerritzen. Zus Adriana trouwde architect Feico Pieter Glastra van Loon. 
Ze stamt uit een muzikale familie: drie gezusters Voorhoeve studeerden begin 20ste eeuw aan het conservatorium van Den Haag, en haar eigen moeder zong en speelde piano. Als componist was Gon Voorhoeve echter een laatbloeier. Ze ging in eerste instantie naar de Christelijke Kweekschool te Amsterdam, waarbij haar aandacht al wel naar muziek uitging. Vervolgens volgde ze de sociale academie CICSA (Centraal Instituut voor Christelijke Sociale Arbeid). Na gewerkt te hebben in een tehuis voor ongehuwde moeders in Amsterdam werd zij hoofd van een medisch-opvoedkundig bureau in Zaandam. Wegens een zwakke gezondheid heeft ze dit werk maar kort gedaan.
Na enige tijd in Amersfoort te hebben gewoond keerde zij terug naar Amsterdam. Vanaf 1976 kreeg ze hier dwarsfluitles van Jeannet Landré. Daarnaast volgde ze compositielessen bij Magda Evertse, Gert Oost en Henk Waardenberg. In 1989 volgde ze de componistencursus aan het Sweelinck Conservatorium bij Daan Manneke, een leergang bedoeld voor niet-beroepsmatige componisten. Bij hem leerde ze modale, seriële en atonale compositietechnieken kennen, die haar vrije werk zouden gaan kenmerken. Daan Manneke omschreef haar als iemand met "een grote bescheidenheid en beschaafde ingetogenheid, [en] anderzijds een uitgesproken levendige en onbevangen interesse in allerlei nieuwe 20-eeuwse muziekpraktijken". Na deze cursus verdiepte zij zich in de modaliteit van Olivier Messiaen, in vrije atonaliteit, in de ritmiek van Igor Stravinsky en in vormleer. Haar werk kenmerkt zich door een "fijnzinnige, lyrische toon met een groot gevoel voor timing, en een apart zintuig voor tekst en tekstbehandeling" (citaat CD-boekje).
In 1982 deed de Prof. Dr. G. van der Leeuwstichting (centrum voor ontmoeting tussen kerk en kunst) een oproep aan componisten om nieuwe liedteksten te toonzetten. In dezelfde tijd hoorde Gon Voorhoeve op de radio de tekst "Zij is een vrouw van naam in Israël" van dichteres Maria de Groot voorlezen. Omdat ze hier van binnen direct een melodie bij hoorde, besloot ze deze te noteren en in te sturen. De melodie werd geaccepteerd en gepubliceerd in het mededelingenblad van de stichting. Als gevolg hiervan werd zij door verschillende dichters benaderd met de vraag ook voor hun teksten melodieën te schrijven. 
Gon Voorhoeve schreef voornamelijk melodieën van kerkliederen. Een groot deel werd gepubliceerd in Eva’s Lied (Kok, 1998): een liedbundel met teksten en melodieën van vrouwen. In tegenstelling tot haar vrije composities, die in een gematigd modern idioom zijn geschreven, zijn haar kerkliedmelodieën in 'gewone' majeur/mineurtoonsoorten geschreven.
In 1993 werd ze uitgenodigd deel te nemen aan het concours Women in Music in de Verenigde Staten, waar haar werk Love Spell werd uitgevoerd.

## Werk

### Melodieën

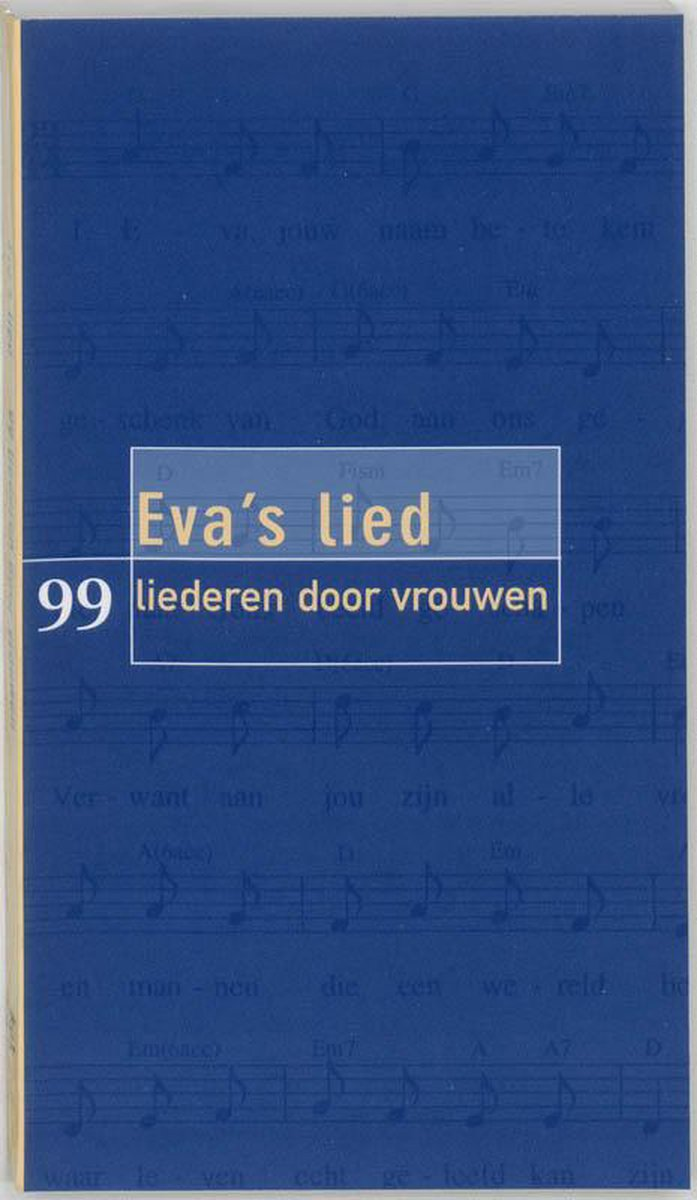
Eva's Lied, 99 liederen door vrouwen

Gon Voorhoeve schreef melodieën voor de volgende kerkliederen:
- De Messiaanse mare - tekst: Willem Barnard; melodie ongepubliceerd
- De dieren zijn geschapen - tekst: Willem Barnard; melodie ongepubliceerd
- Hier is de duif van Noach - tekst: Willem Barnard; melodie ongepubliceerd
- De Geest van God waait als een wind - tekst: Marijke de Bruijne; tevens in een zetting voor sopraan, fluit en cello (1983)
- Zij is een vrouw van naam in Israël - tekst: Maria de Groot
- Het heeft de Heilige behaagd - tekst: Maria de Groot
- De mens die ons beminde - tekst: Maria de Groot
- Zoals soms op het watervlak - tekst: Maria de Groot
- Ik was in slavernij - tekst: Maria de Groot
- Voor ons valt alles samen - tekst: Maria de Groot
- Zij heeft geweten wie zij was - tekst: Maria de Groot
- Verwelkom de verborgen zon - tekst: Maria de Groot
- Wij die de dag verwachten - tekst: Maria de Groot
- Mogen wij nog dromen dromen - tekst: Wiskje A. van Heemstra
- Die onze nood is ingegaan - tekst: Inge Lievaart
- Tamar, moedig en zachtmoedig - tekst: Gonny Luijpers
- Kind, de naam aan jou gegeven - tekst: Gonny Luijpers
- Geest en adem, ijl verweven - tekst: Gonny Luijpers
- Wij zijn met twee en drie en meer - tekst: Gonny Luijpers
- Vreugde zal ons zelf verbazen - tekst: Gonny Luijpers; twee melodieën van Gon Voorhoeve
- De pijn brandde na in haar ogen - tekst: Gonny Luijpers; twee melodieën van Gon Voorhoeve
- Een sterke vrouw - tekst: Gonny Luijpers
- Geest van voor het menselijk leven - tekst: Joke Ribbers
- Wij bidden God, de welgezinde - tekst: Joke Ribbers
- Van de nieuwe stad - tekst: Joke Ribbers

### Overig werk
- 1989 De rei van bomen, voor fluit solo - geschreven voor de opening van een expositie van haar zus, de kunstenares Mia Voorhoeve
- 1990 Dialoog voor fluit en cello
- 1990 Aangaande Abraham - begeleidende muziek voor viool en cello bij het gesproken gedicht van Guillaume van der Graft
- 1991 Vagabonde, voor fluit, cello en piano
- 1992 Love Spell, voor mezzosopraan, fluit en harp, op een gedicht van Kathleen Raine
- 1994 De Gestorvene, voor mezzosopraan en basklarinet, op een gedicht van Ida Gerhardt - onvoltooid werk

## Discografie
- CD De rei van bomen - Esther Beima (sopraan), Pauline Verburg (mezzo-sopraan), Willem Barnard (spreekstem), Jeannet Landré (fluit), e.a., in privé-beheer uitgebracht door haar vrienden en docenten (opname Arts Music Recording 1994)